# Urban Schamberger
Urban Schamberger (* circa 1700 in Kanth bei Breslau; † 20. Mai 1756) war ein katholischer Missionar in China.

## Leben
Urban Schamberger wurde um das Jahr 1700 in Kanth geboren. Im Jahr 1739 reiste er von Rom aus nach China und predigte in Shensi-Shansi das Evangelium. Aufgrund der Religionspolitik des Kaisers Qianlong musste er 1746 als Verfolgter nach Peking und von dort nach Macau fliehen. In Jaochow (Provinz Kiangsi) wurde er schließlich verhaftet, nach Nan-Changfu gebracht und dort zum Tode verurteilt. Der Kaiser wandelte die Strafe kurze Zeit später in lebenslange Haft um. Acht Jahre erduldete er die Qualen der Kerkerhaft, bis die Strafe auf Vermittlung des Apostolischen Nuntius von Portugal in „Vertreibung“ umgewandelt wurde. Urban Schamberger starb am 20. Mai 1756 kurz nach seiner Ankunft in Port-Saint-Louis-du-Rhône an Entkräftung. Er fand Aufnahme in Jakob Torsys Lexikon der deutschen Heiligen, Seligen, Ehrwürdigen und Gottseligen.